# Місячне сяйво і Валентино
«Місячне сяйво і Валентино» (англ. Moonlight And Valentino) — кінофільм. Екранізація твору Еллен Саймон.

## Сюжет
Ребекка (Перкінс) дізналась, що її чоловіка збила машина, і він помер. На допомогу приходять її сестра, чорношкіра подруга (Голдберг) і колишня мачуха (Кетлін Тернер). Перелом виникає в день її народження, коли колишня дружина її батька дарує їй маляра Валентино (рок-музикант Джон Бон Джові), оплативши витрати з фарбування будинку. Він любить працювати вночі при місячному сяйві, і в душі він поет і художник. Як знайти в собі сили жити далі, якщо помирають кохані?